# Haima M6
Haima M6 — компактный седан, выпускающийся китайской компанией Haima с 2013 года. Является заменой Haima 3 и Haima Family.

## Описание
Haima M6 дебютировал в апреле 2013 года на Шанхайском автосалоне, а продажи начались в апреле 2015 года. Его дизайн аналогичен Opel Insignia A/Mk I (G09).

Haima M6 оснащён 1,5-литровым рядным четырёхцилиндровым турбодвигателем мощностью 163 л. с. и крутящим моментом 220 Н⋅м, который сочетается в паре с пятиступенчатой механической трансмиссией или же с вариатором. Двигатель также применяется в Haima M5.

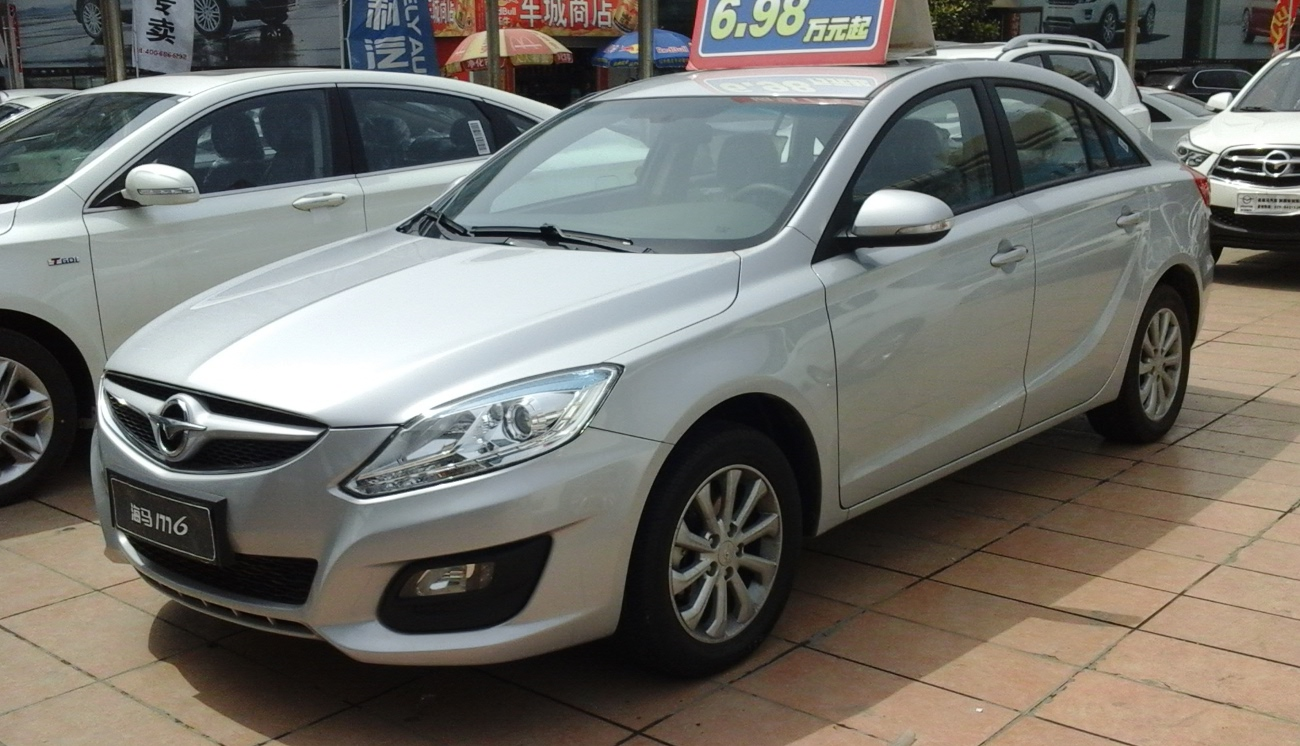
Вид спереди
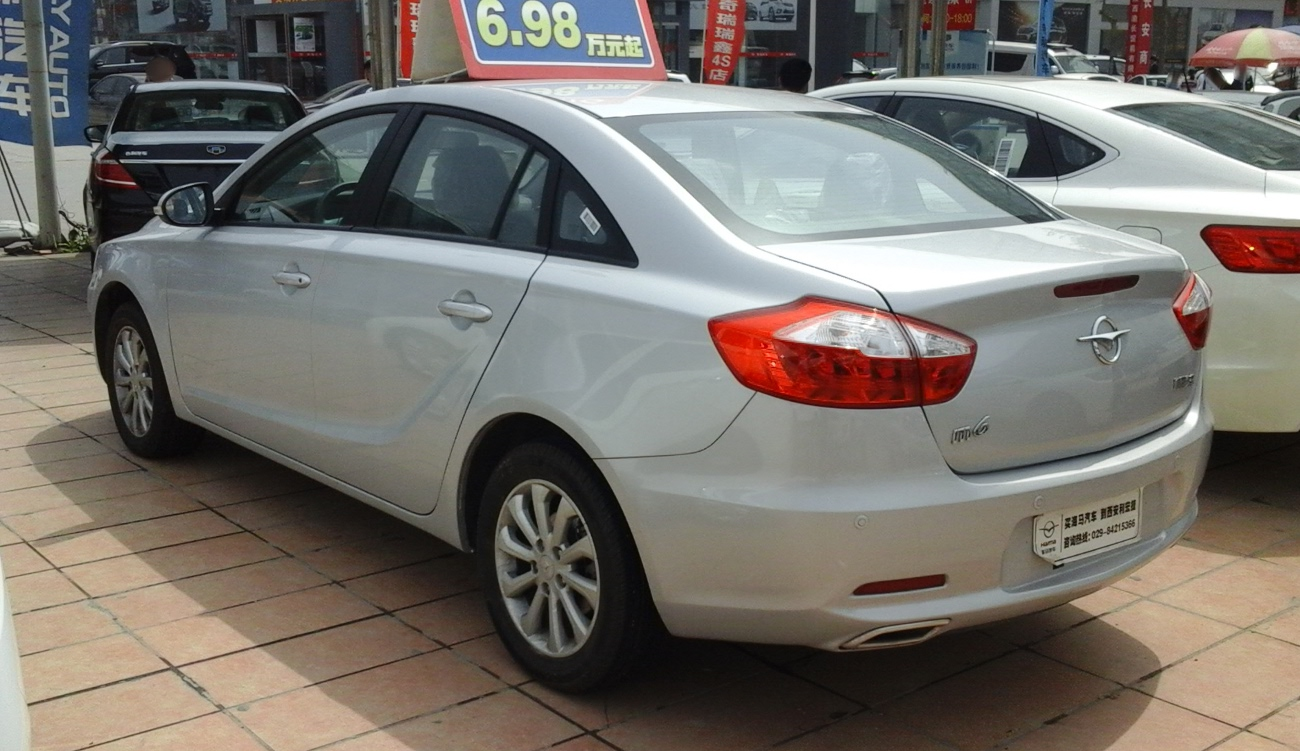
Вид сзади

### Фейслифтинг (2016)
Haima M6 прошёл фейслифтинг в 2016 году. Ценовой диапазон варьируется от 69800 до 102800 юаней.

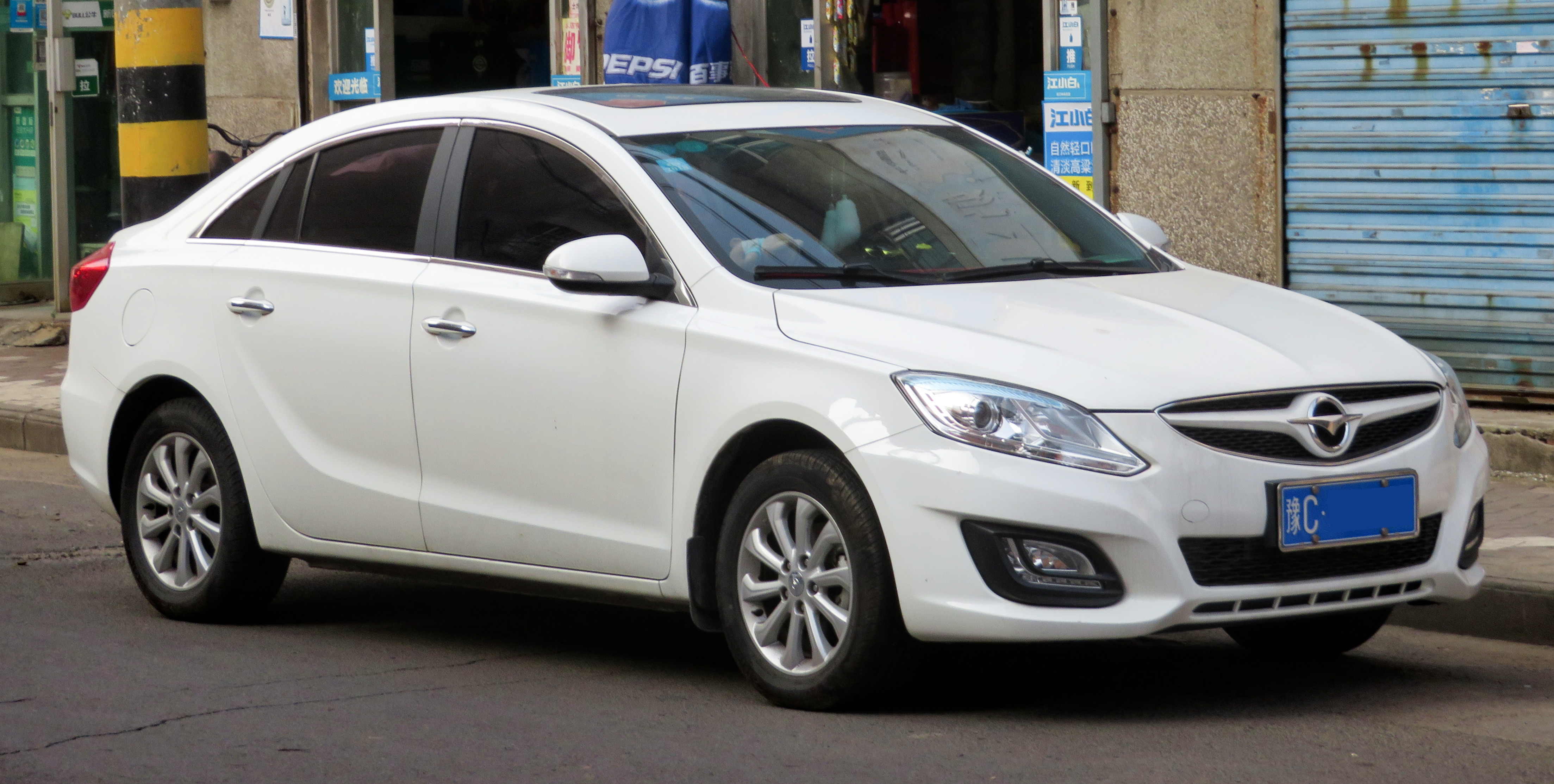
Вид спереди
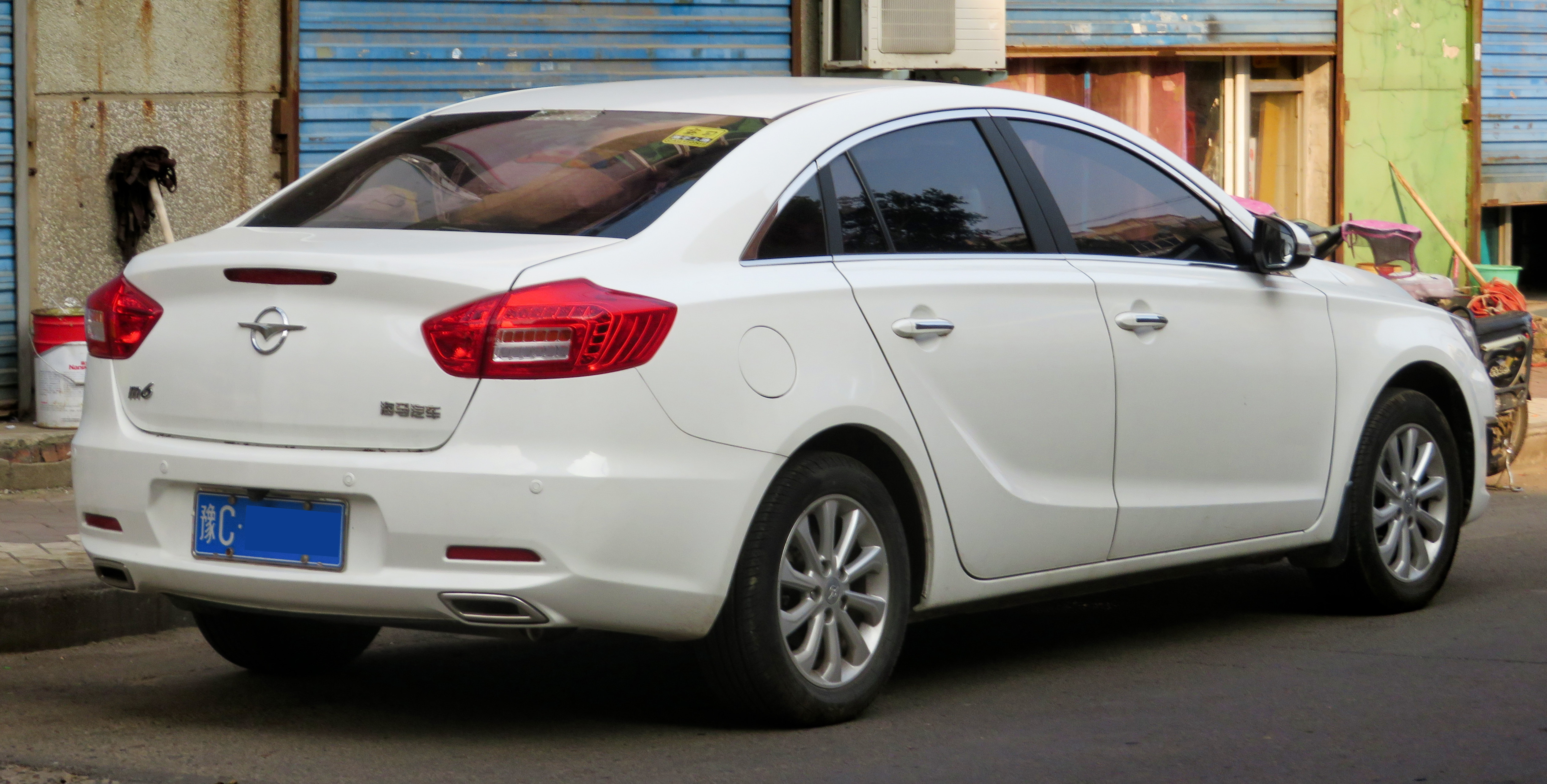
Вид сзади